# 雲貴高原

雲貴高原の位置

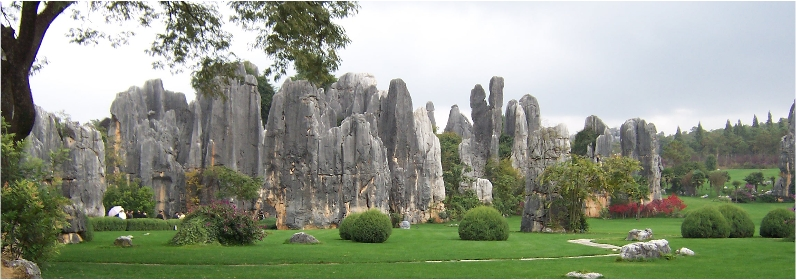
雲南石林

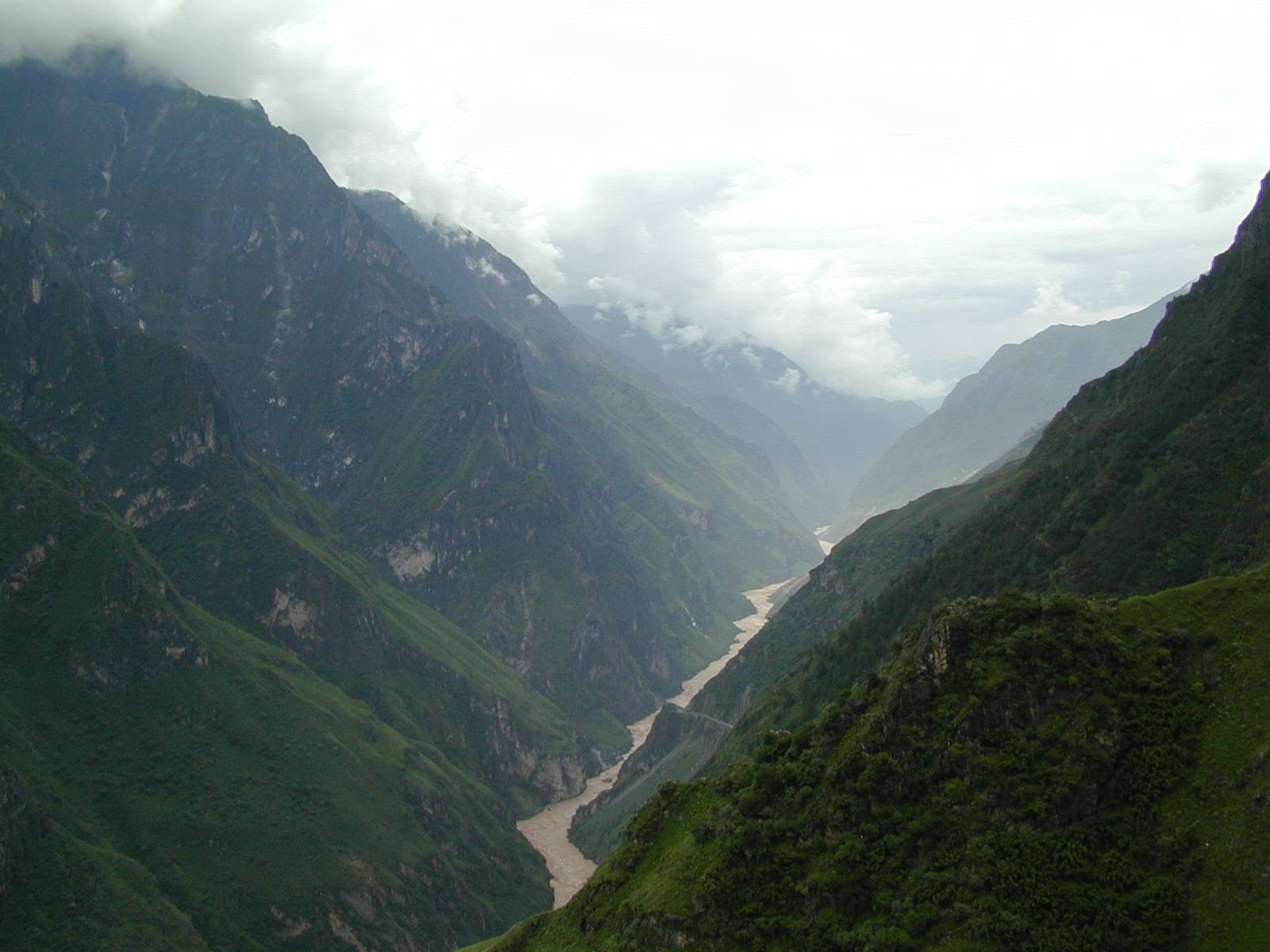
虎跳峡

雲貴高原（うんきこうげん、簡体字: 云贵高原、拼音: yúnguì gāoyuán、Yunnan-Guizhou Plateau, Yungui Plateau）は、中華人民共和国南西部の高原。名は雲南省と貴州省にちなむ。
雲南省中部の哀牢山脈よりも東、東南丘陵よりも西の一帯に広がる。行政区でいえば、雲南省東部、貴州省全域、広西チワン族自治区の北西部、および四川省・湖南省・湖北省の省境付近にあたる。哀牢山の西には横断山脈が走り、チベット高原へと続いている。
海抜が高いため、高原の日照は多い割に気温は低い。日較差は大きいが、年較差は小さい。季節は雨季と乾季に分かれる。もっとも峡谷の底や盆地、高原の各部分での気候の差も大きい。

## 高原と河川
海抜は1,000メートルから2,000メートルであり、地勢は北西が高く南東が低い。最も高い地点は、雲南省北部の3,700メートルほどの部分である。高原の中には多数の山間盆地があり、現地ではこうした盆地は「壩子」（坝子）と呼ばれる。盆地や河川により、雲貴高原はさらにいくつかの高原に分けられる。雲南省東部の滇東高原、北部の滇北高原、西部の滇西高原、中部の滇中高原、貴州省北部の黔北高原、中部の黔中高原、西部の黔西高原などである。
雲貴高原は北の長江流域と南の珠江（西江）流域、およびベトナム北部を流れる紅河流域の分水嶺でもある。高原を流れる主な河川には、長江の上流である金沙江、長江の支流である烏江・沅江・普渡河・牛欄江、珠江（西江）の源流である南盤江、その支流である北盤江・柳江、紅河の源流・元江などがあり、雲貴高原を貫いて流れ、深い峡谷で高原をさらに小さな高原に分けている。金沙江にある虎跳峡という峡谷は山の上から谷底までの落差が3,000メートル以上もある険しい峡谷で、烏江の峡谷も深さが300メートルから500メートルに達する。雲南省には昆明市の滇池、大理市の洱海、麗江市と四川省の間の瀘沽湖などの大きな湖も点在する。

## 地形
雲貴高原は石灰岩が多いため典型的なカルスト地形が広がっている。至る所に鍾乳洞、鍾乳石、石筍、天然の石柱、地下河川、柱のような峰々がみられる。有名なものには雲南省石林イ族自治県の路南石林、貴州省安順市の安順龍宮などがある。